# ایل منگلرود استار
ایل منگلرود استار یا منگلرود استار (Idrettslaget Manglerud Star) یک باشگاه متحد ورزشی از نروژ است که در منگلرود، اسلو قرار دارد. این باشگاه ورزشی دارای بخش‌هایی برای فوتبال (یکی برای نخبگان و دیگری برای فوتبال پایه) و هاکی روی یخ می‌باشد.

## تاریخچه عمومی
این باشگاه در سال ۱۹۶۴ با ادغام بین SK Star (تأسیس ۱۹۱۳) و منگلرود ایل (Manglerud IL) تأسیس شد. البته این باشگاه سال ۱۹۱۳ را به عنوان تاریخ تأسیس خود به حساب می‌آورد. رنگ پیراهن و لوگوی باشگاه غالباً سبز است.

## هاکی روی یخ
ایشوکی ستاره منگلرود نام بخش (تیم) هاکی روی یخ این باشگاه است. این تیم در بالاترین لیگ نروژ بازی کرده‌است. ورزشگاه خانگی این تیم مانگلرودالن است.